# Faustverleihung 2024
Die Faustverleihung 2024 war die 19. Verleihung des Deutschen Theaterpreises Der Faust und fand am 16. November 2024 im Großen Haus des Theaters Altenburg Gera statt. Moderiert wurde die Gala von der Journalistin und Moderatorin Maria Popov sowie der Schauspielerin Vidina Popov. Die Nominierungen wurden am 24. September 2024 bekanntgegeben.

## Preisträger und Nominierte
Inszenierung Schauspiel
Joanna Lewicka – Antigone – Theater Plauen-Zwickau
- Karin Henkel – Liebe (Amour) – Münchner Kammerspiele, Koproduktion mit den Salzburger Festspielen
- Tuğsal Moğul – And now Hanau – Theater Münster, Theater Oberhausen und Ruhrfestspiele Recklinghausen

Beste darstellerische Leistung im Schauspiel
Anna Drexler – Krähe in Trauer ist das Ding mit Federn – Schauspielhaus Bochum
- André Kaczmarczyk – Richard in Richard III. – Düsseldorfer Schauspielhaus
- Meinhard Zanger – Anne-Marie in Anne-Marie die Schönheit – Wolfgang Borchert Theater Münster

Inszenierung Musiktheater
Ingo Kerkhof – Fin de Partie (Endspiel) – Oper Dortmund
- Franziska Angerer – The Prison – Staatstheater Darmstadt
- Immo Karaman – Samson und Dalila – Theater Kiel

Darsteller:in Musiktheater
Asmik Grigorian – Salome in Salome – Hamburgische Staatsoper
- Elīna Garanča – Amneris in Aida – Staatsoper Unter den Linden Berlin
- Michael Mayes – St. Francois in Saint Francois d’Assise – Staatsoper Stuttgart

Inszenierung Tanz
Imre van Opstal und Marne van Opstal – Voodoo Waltz – Schauspielhaus Bochum
- Boris Charmatz – Liberté Cathédrale – Tanztheater Wuppertal Pina Bausch und Terrain Boris Charmatz
- Ioannis Mandafounis – À la carte – Dresden Frankfurt Dance Company

Darsteller:in Tanz
Zarina Stahnke – Königin Zoe in Schwanensee – Semperoper Dresden
- Mackenzie Brown – Nikija in Das Königreich der Schatten – Stuttgarter Ballett
- Anneleen Dedroog – ETHER im Rahmen von ELEMENTS – Gauthier Dance/Theaterhaus Stuttgart

Raum
Lorenz Vetter, Signa Köstler, Tristan Kold (Raum) – Das 13. Jahr – Deutsches Schauspielhaus Hamburg
- Damian Hitz, Daniel Morgenroth, André Winkelmann (Raum) – MALFI! – Gerhart-Hauptmann-Theater Görlitz-Zittau
- Wolfgang Menardi (Bühne) – Die Brüder Karamasow – Schauspielhaus Bochum

Kostüm
Luisa Wandschneider – Jagdszenen – Theater Magdeburg
- Miriam Grimm – Die Hamletmaschine – Staatstheater Kassel
- Franziska Isensee – Zeit für Freude – Theater Oberhausen

Inszenierung Theater für junges Publikum
Frederic Lilje – All das Schöne – Junges Ensemble Stuttgart
- Anselm Dalferth – Die Erde über mir – Schauburg Theater für junges Publikum München, Koproduktion mit dem Münchener Kammerorchester
- Yeşim Nela Keim Schaub – Eddy (oder ein anderer) – Junges Theater Bremen

Darsteller:in Theater für junges Publikum
Tobias Weishaupt – Mein ziemlich seltsamer Freund Walter – Theater Altenburg Gera
- Queen Buckhype, Kofie DaVibe, Iman Gele, Baby Wave – Ich kann’s nicht lassen – Tanzkomplizen Berlin, Koproduktion mit dem Tanzhaus NRW
- Svea Kirschmeier – SHAME – The Musical – Junges Ensemble Stuttgart

Genrespringer
Bassam Ghazi, Birgit Lengers und Ensemble – Solingen 1993 – Düsseldorfer Schauspielhaus
- Emre Akal, Produktionsteam und Ensemble – Goldie – Schauspiel Leipzig
- Jeffrey Döring, Hannah Ebenau (Konzept, Regie) und Ensemble – Rusalka – Oper für Alle – Landesbühnen Sachsen

Ton und Medien
Lubomir Grzelak (Musik), Maximilian Kraußmüller, Eugenijus Sabaliauskas (Lichtdesign), Jakub Lech (Videodesign), Daphne Chatzopoulos, Johanna Seggelke, Paula Tschira (Live-Kamera), Łukasz Twarkowski (Regie) – WoW – Word on wirecard – Münchner Kammerspiele
- Konstantin Dupelius, Justus Wilcken (Musik) – Im Taumel des Zorns – ITZ im Zimmertheater Tübingen
- RAUM+ZEIT / Heimspiel GmbH (360° Video), Knut Jensen (Sounddesign) – Mädchenmörder :: Brunke – Staatstheater Braunschweig

Lebenswerk
Nele Hertling
Perspektivpreis der Länder
Theaterjugendclub der Theater Nordhausen/Loh-Orchester Sondershausen